# 김승안
김승안(1970년 9월 24일 ~ )은 대한민국의 전 축구 선수이며, 포지션은 골키퍼였다.
한편, 한양대 재학 시절 대학축구 MVP에 선정됐지만 프로 입단 첫 해인 1993년 팀훈련 도중 오른쪽 무릎부상을 입어 전지훈련에서 제외됐으며 이로 인해 프로에서는 이렇다할 활약을 펼치지 못했다.